# Lennart Nilsson (företagsledare)
Börje Lennart Nilsson, född 1941 i Helsingborg, är en svensk företagsledare, som 1964 blev civilingenjör på Chalmers och 1973 tog examen från Insead. Han blev 1972 produktionsdirektör vid Kockums och 1978 vice VD där. 1979 blev han verkställande direktör (VD) för Persöner AB och 1980 för Nife Jungner. 1981-1984 var han vice VD för Wilh. Sonesson AB och blev 1984 VD och koncernchef, och 1986 VD för Cardo, som då tog över delar av Wilh. Sonessons verksamhet. Han har varit ordförande i Gambro, Skåne Gripen AB, Celsius AB och Bilspedition. Han har dessutom varit styrelseledamot i Svenskt Näringsliv, Trelleborg AB, Lunds Universitet, Cardo, Industrivärden och AMF Pension.
1986 valdes Lennart Nilsson in i Verkstadsföreningens överstyrelse och var organisationens ordförande 1997-2005. Det var under hans ordförandeskap som organisationen fick namnet Teknikföretagen.
Lennart Nilsson är sedan 1991 gift med Margareta Nilsson, dotter till Holger Crafoord, och är ledamot av Crafoordska stiftelsen samt VD för dess investmentbolag. Han är far till företagsledaren Peter Nilsson, som varit VD för Trelleborg AB sedan 2005.
Han promoverades till ekonomie hedersdoktor i Lund 1997 och tilldelades Mekanprismat år 2009.